# Renovatio imperii Romanorum
Restauratio imperii ali Recuperatio Imperii ali Renovatio imperii Romanorum je latinski izraz, ki se uporablja v kontekstu srednjeveškega Vzhodnega rimskega cesarstva in Svetega rimskega cesarstva in pomeni ponovni realni ali retorični zagon, obnovo ali prenovo starega rimskega imperija. Izraz je zajemal zapleteno skupino idej, ki so v srednjem veku poveličevale slavo Rimskega imperija in njegove prestolnice ter izražale upanje na njegovo obnovo. Izraz je v več različicah uporabljalo več cesarjev Karolinške in Otonske dinastije, vendar je bila ideja tudi sicer pogosta v poznem starem in srednjem veku.

## Pozni stari vek
Besedni zvezi renovatio Romanorum (obnova Rimljanov) in renovatio urbis Romae (prenova mesta Rima) sta bili v rabi že v starem veku. Beseda renovatio (obnova) in njej sorodni besedi  resitutio (restitucija) in reparatio (obnova), so se občasno pojavljale na rimskih kovancih od vladavine Hadrijana dalje in so običajno pomenile ponovno vzpostavitev miru po nekem uporu. Zdi se, da je bila formula še posebej prikladna za uzurpatorje, kot so bili Karavzij, Magnencij in Decentij.
Uporabljal jo je celo Teoderik Veliki, kralj Ostrogotov v Italiji (vladal 493–526). Kasiodorjevi, Enodijevi in Valezijanovi zapisi o njegovi vladavini so polni sklicevanj na prenovo, obnovo in pomlajevanje Rimskega cesarstva.
Pod cesarjem Justinijanom I. (vladal 527–565) je bila obnova tesno povezana z obnovo meja cesarstva z rekonkvisto. Ta politika je pritegnila rimsko aristokracijo in pisce, kot sta bila Prokopij iz Cezareje in Ivan Lidijec, ki je v svojem delu De magistratibus zapisal: »Rimu je Justinijan vrnil, kar je bilo rimskega«. Pesnik Korip je v koncu Justinijanove vladavine videl obdobje nepremišljenega zapravljanja in zanemarjanja. Tema njegove pesnitve In Laudem Iustini Augusti Minoris (Hvalnica Justinu Avgustu) je bila obnovo cesarstva pod Justinom II.

## Srednji vek
Izraz v obliki renovatio Romanorum imperii – prenova Rimskega imperija je bil prvič uporabljen v diplomi Karla Velikega, ki je bil leta 800 okronan za cesarja. Verjetno so ga vsaj deloma navdihnili rimski kovanci.  Dokazi za »prenovo« mesta Rima pod Karlom Velikim izvirajo predvsem iz Liber pontificalis. Pod papežema Hadrianom I. in Leonom III. so potekali veliki programi gradnje in obnove mesta, obstajajo pa tudi dokazi o rasti prebivalstva in povečanju števila romarjev. Karlov naslednik Ludvik Pobožni je opustil formulo v korist nove: renovatio regni Francorum - obnova Frankovskega kraljestva. Ko je Ludvikov mlajši sin Karel Plešasti leta 875 postal cesar, je na svojem pečatu zapisal kombinirano formulo obnove rimskega in frankovskega cesarstva.
Formula prenove Rimskega cesarstva se je ponovno pojavila na svinčenem pečatu cesarja Otona III. avgusta 998. Ta pečat je januarja 1001 zamenjal prejšnjega z napisom aurea Roma – zlati Rim. Oton III. je v Rimu zgradil palačo, česar ni storil noben njegov predhodnik. Uporaba formule pri Otonu III. je imela veliko zgodovinsko težo glede na njegovo skrivnostno kariero in politiko. Zgodovinar Percy Ernst Schramm je trdil, da je formula predstavljala skladen program obnove Rimskega imperija v posvetnem in verskem smisku, medtem ko je Knut Görich trdil, da sta se Oton III. in papež Gregor V. lotila samo prenove papeštva.
Zamisel o prenovi mesta Rima, imperija in rimskih vrlin je bila vtkana tudi v  zgodnja italijanska humanistična razmišljanja. Rimski ljudski voditelj Cola di Rienzo je verjel, da bo prenovo imperija dosegla ljudska suverenost in ne cesarji Svetega rimskega cesarstva. Večina humanistov, tudi Dante in Petrarka, je verjela, da se mora pred obnovo mesta prenoviti cesarske oblast v Italiji, in spodbujala kralja Henrika VII. in Karla IV., da sta se odpravila v Rim na cesarsko kronanje.